# Adolf Hrstka

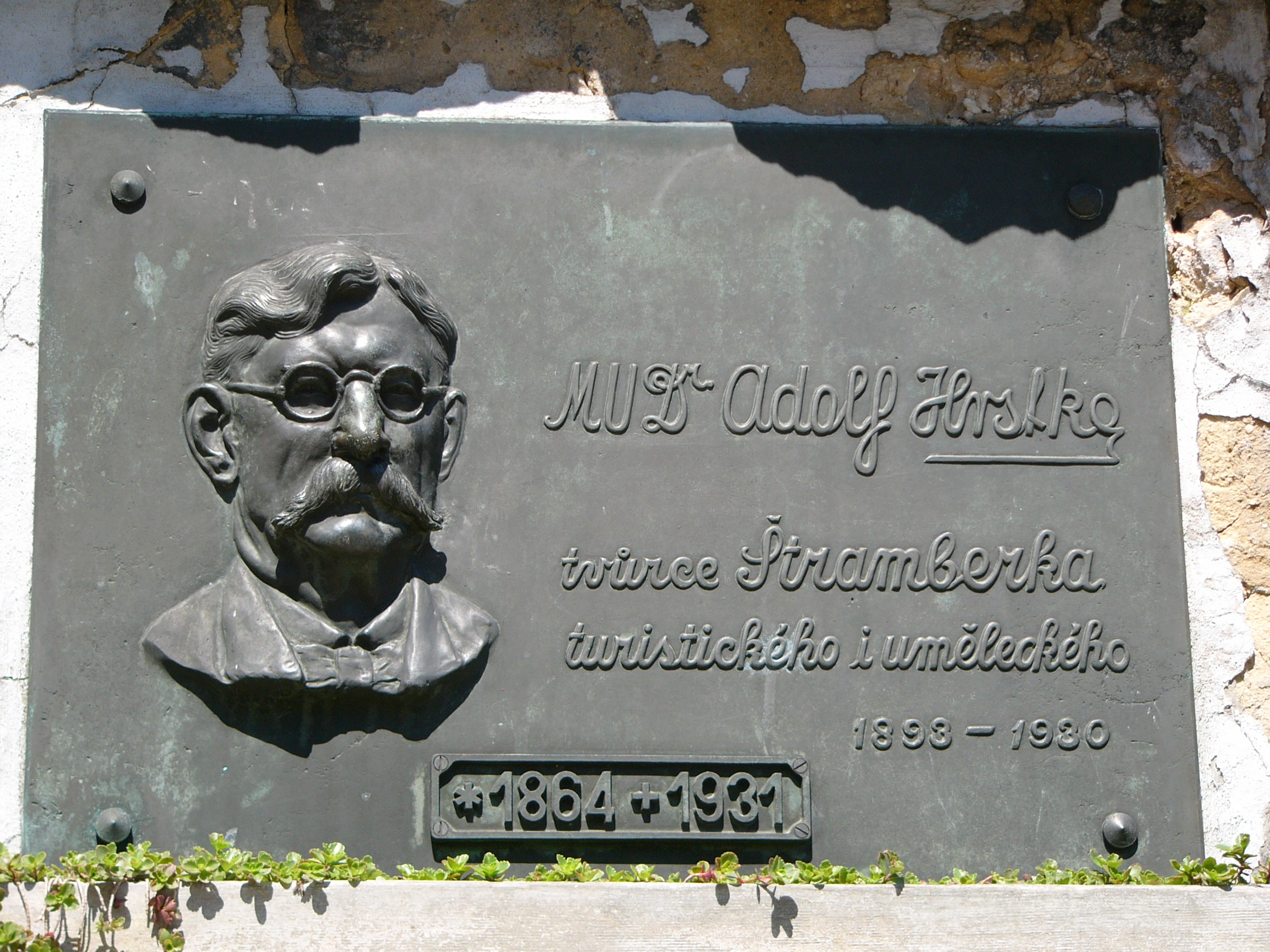
Tablica w Štramberku (autor: František Jurán)

Adolf Hrstka (ur. 7 marca 1864 w Klešicach, zm. 19 maja 1931 w Morawskiej Ostrawie) – czeski lekarz i działacz społeczny.

## Życiorys
W swojej działalności związany przede wszystkim z miastem Štramberk, gdzie początkowo prowadził praktykę lekarską, a potem był radnym (od 1897) i starostą (1907-1911). Przewodził także tamtejszemu oddziałowi Klubu Czeskich Turystów. Dzięki jego staraniom otwarto 6 sierpnia 1922 Národní sad (kompleks parkowy z rzeźbami znaczących dla historii Czech postaci i jaskinią Šipka) na zboczach góry Kotouč. W latach 1908–1910 dzięki staraniom Hrstki postawiono okazały budynek szkolny na skraju Národního sadu. Był też rzecznikiem budowy wodociągu miejskiego (1898). W latach 1902–1904 przyczynił się do odbudowy i udostępnieniu dla masowego ruchu turystycznego pozostałości zamku Štramberk, w szczególności wieży Trúba. Upamiętniony tablicą w Štramberku i pamiątkowym platanem w Parku Narodowym (posadzony w 2009).